# Geaca, Cluj
Geaca (în maghiară Gyeke) este satul de reședință al comunei cu același nume din județul Cluj, Transilvania, România.

## Imagini

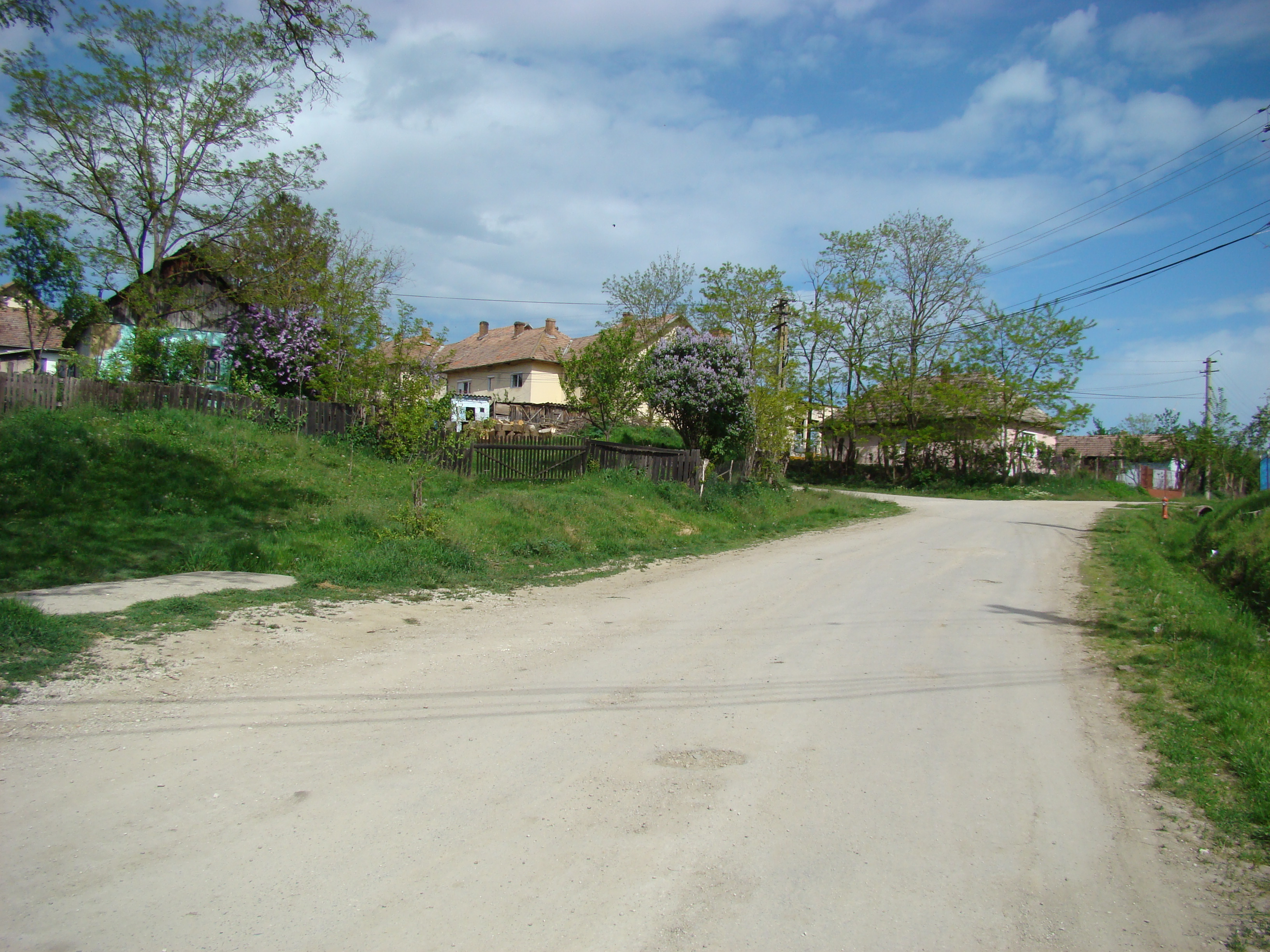
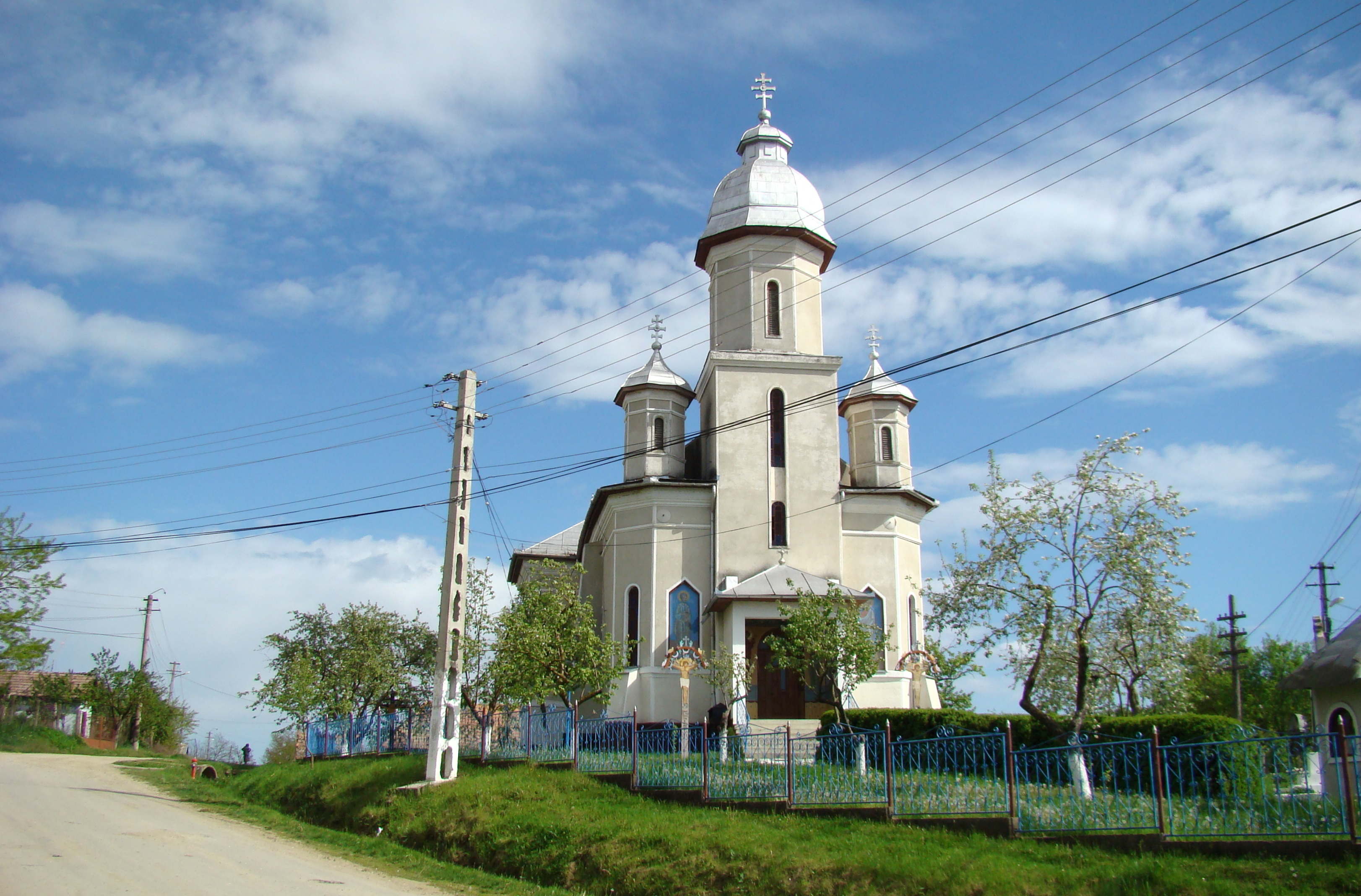
Biserica ortodoxă (1938)
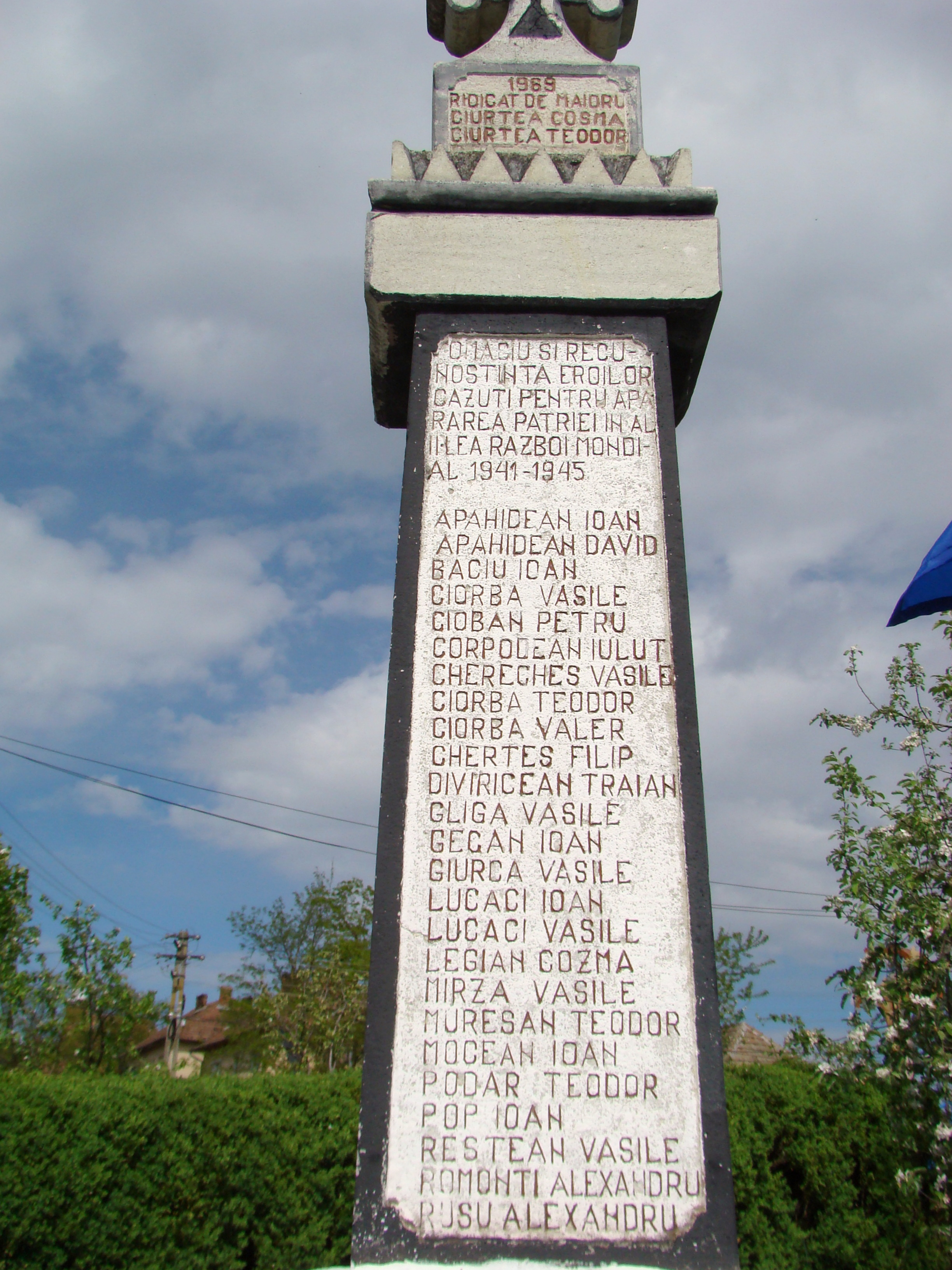
Monumentul Eroilor
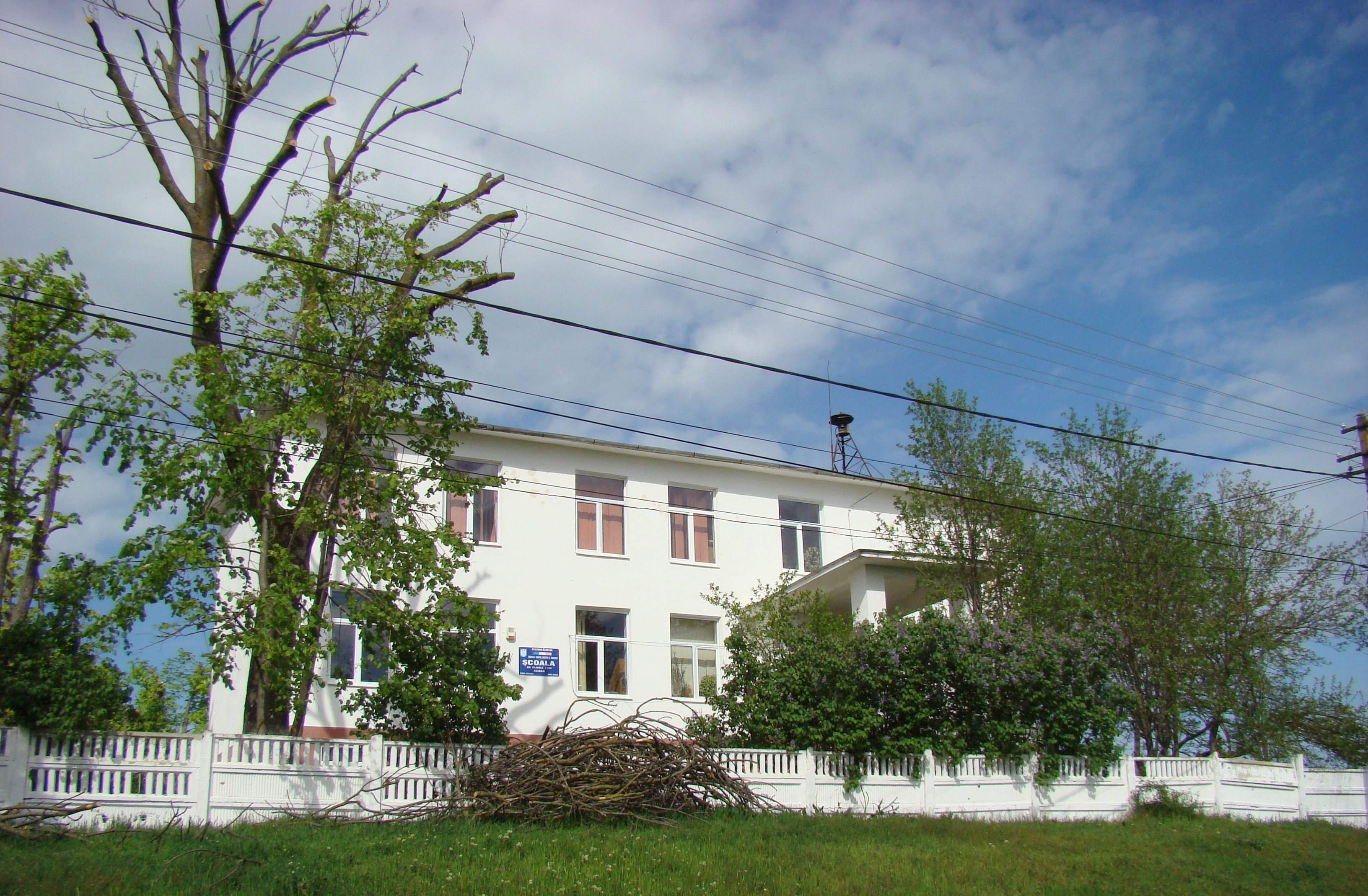
Școala
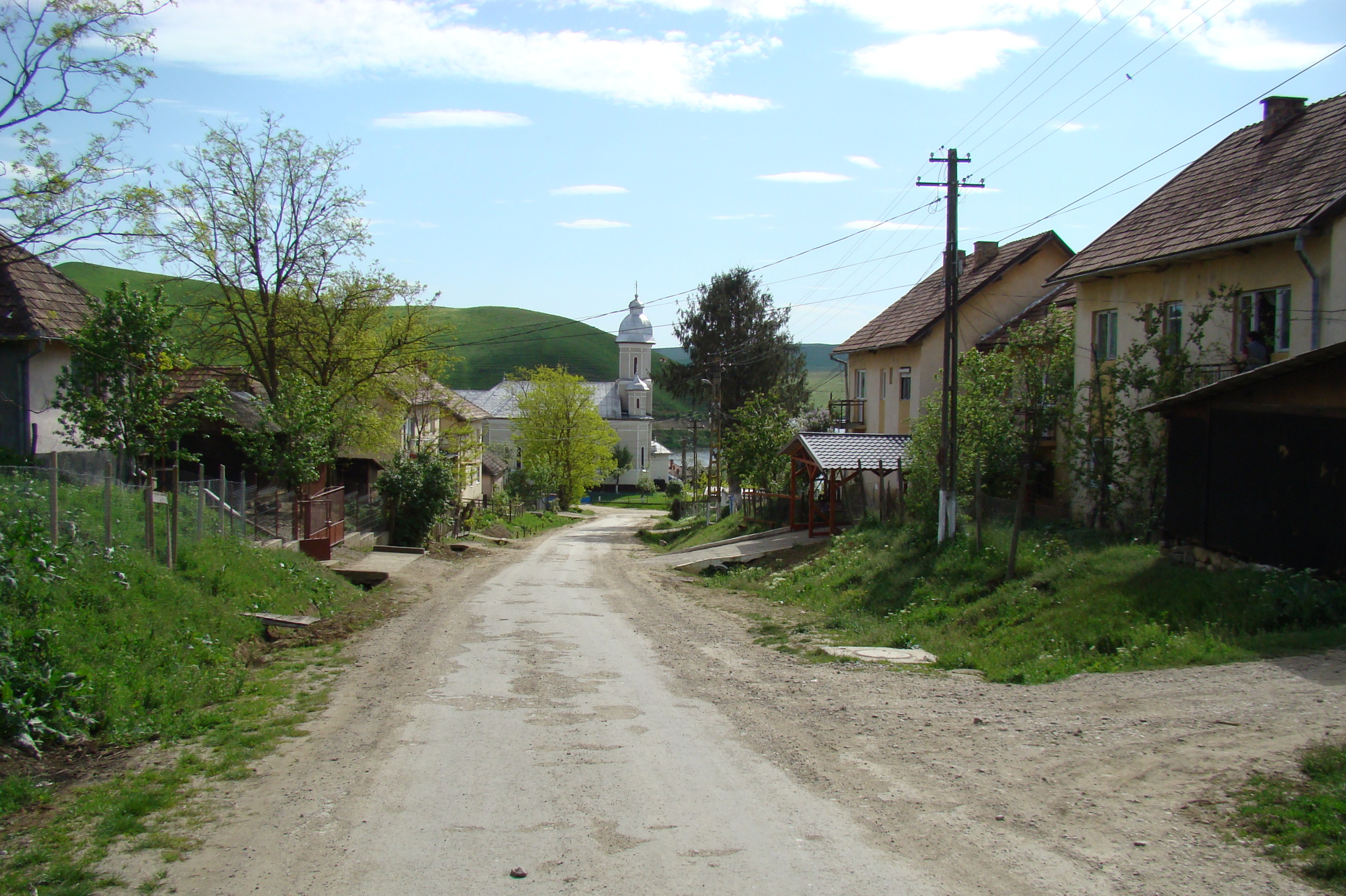
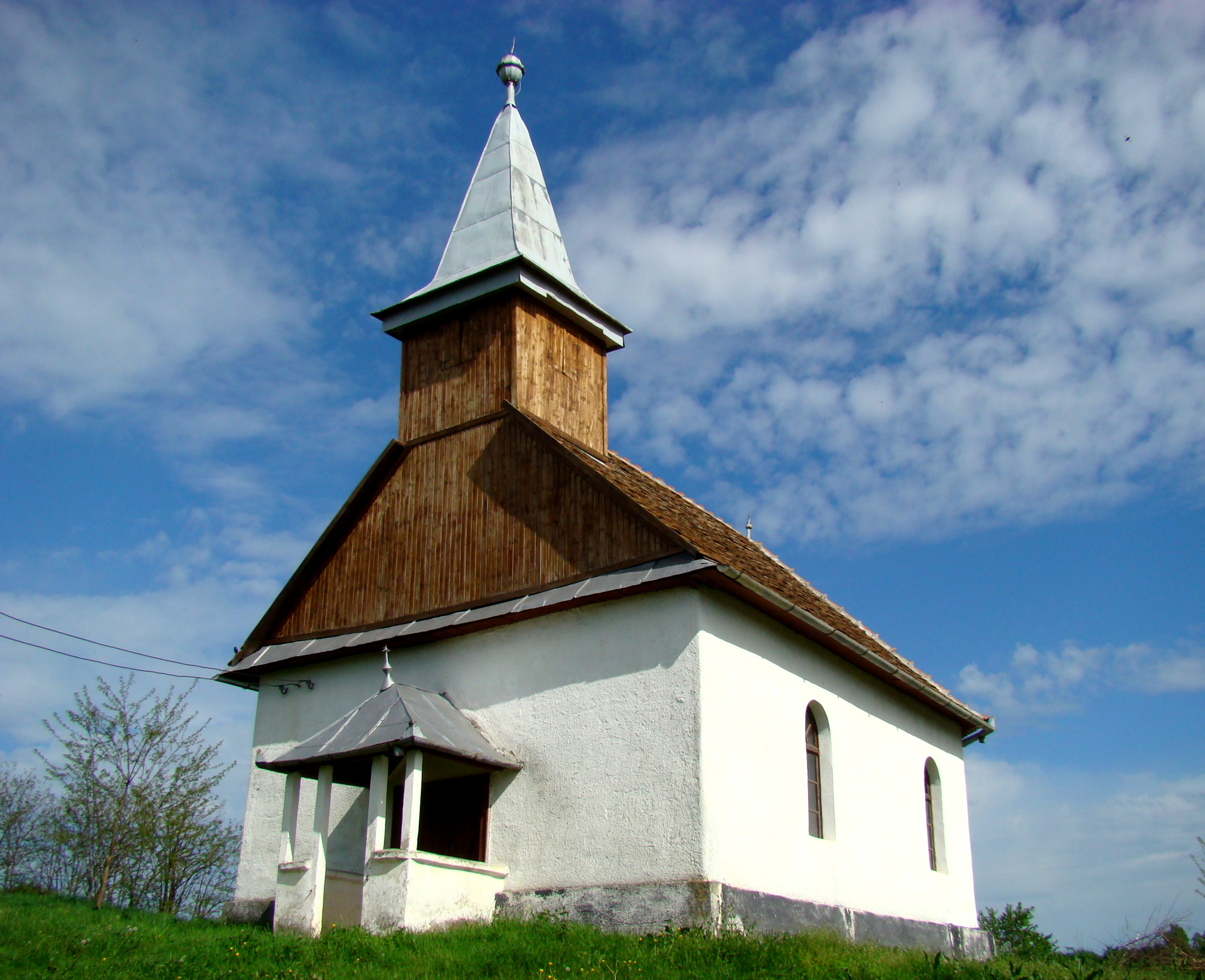
Biserica reformată (1897)
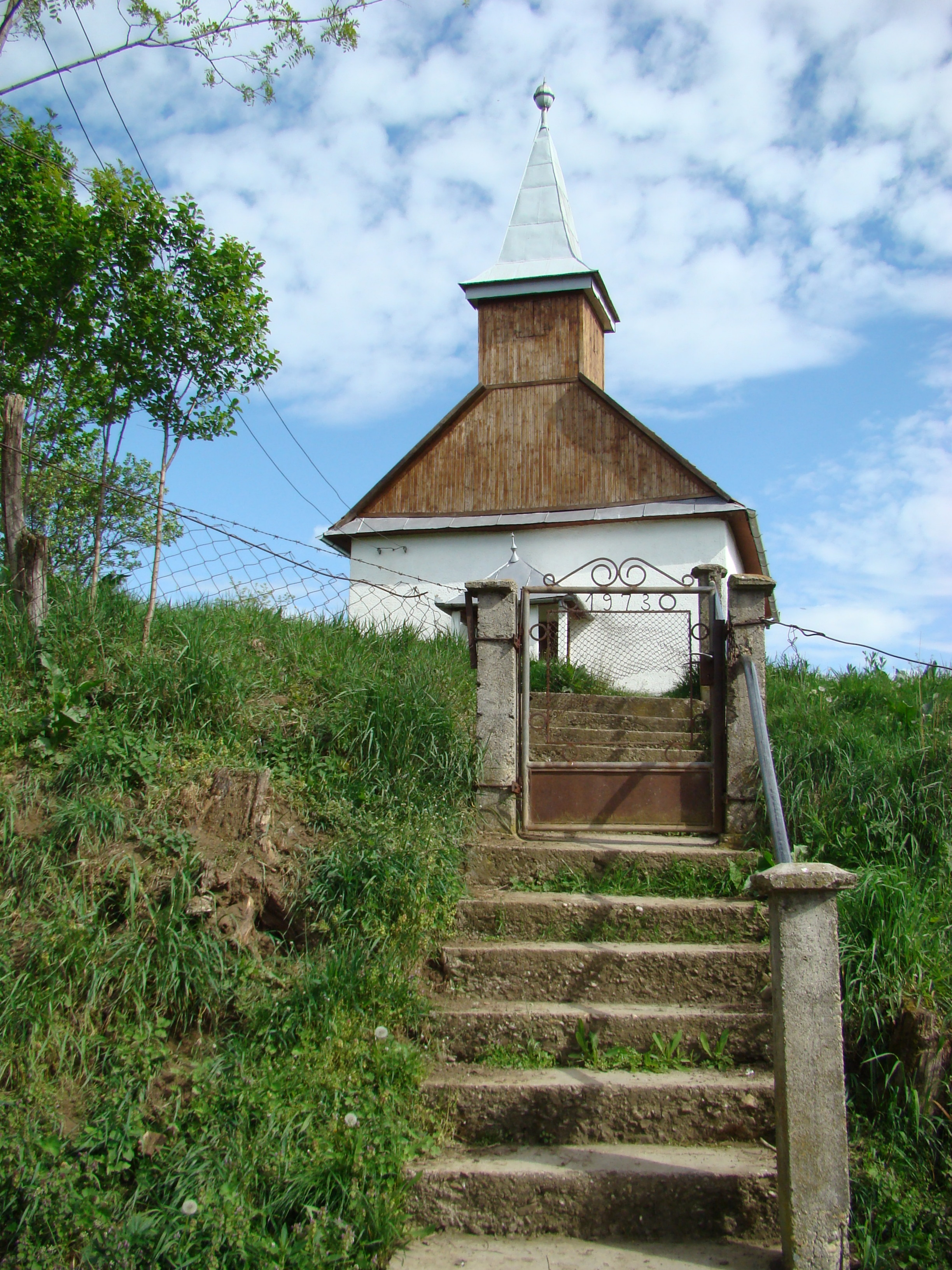
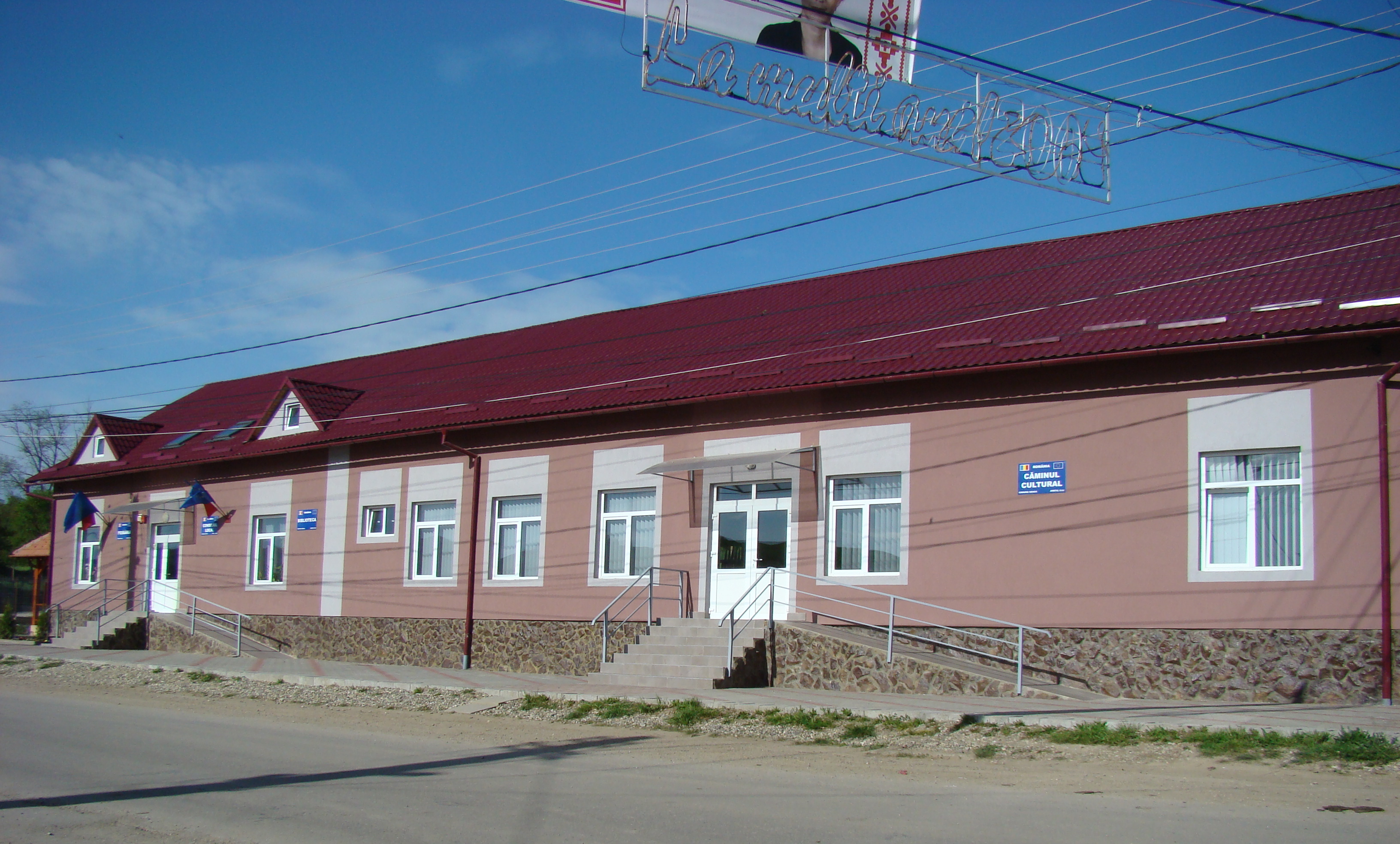
Primăria și Căminul cultural
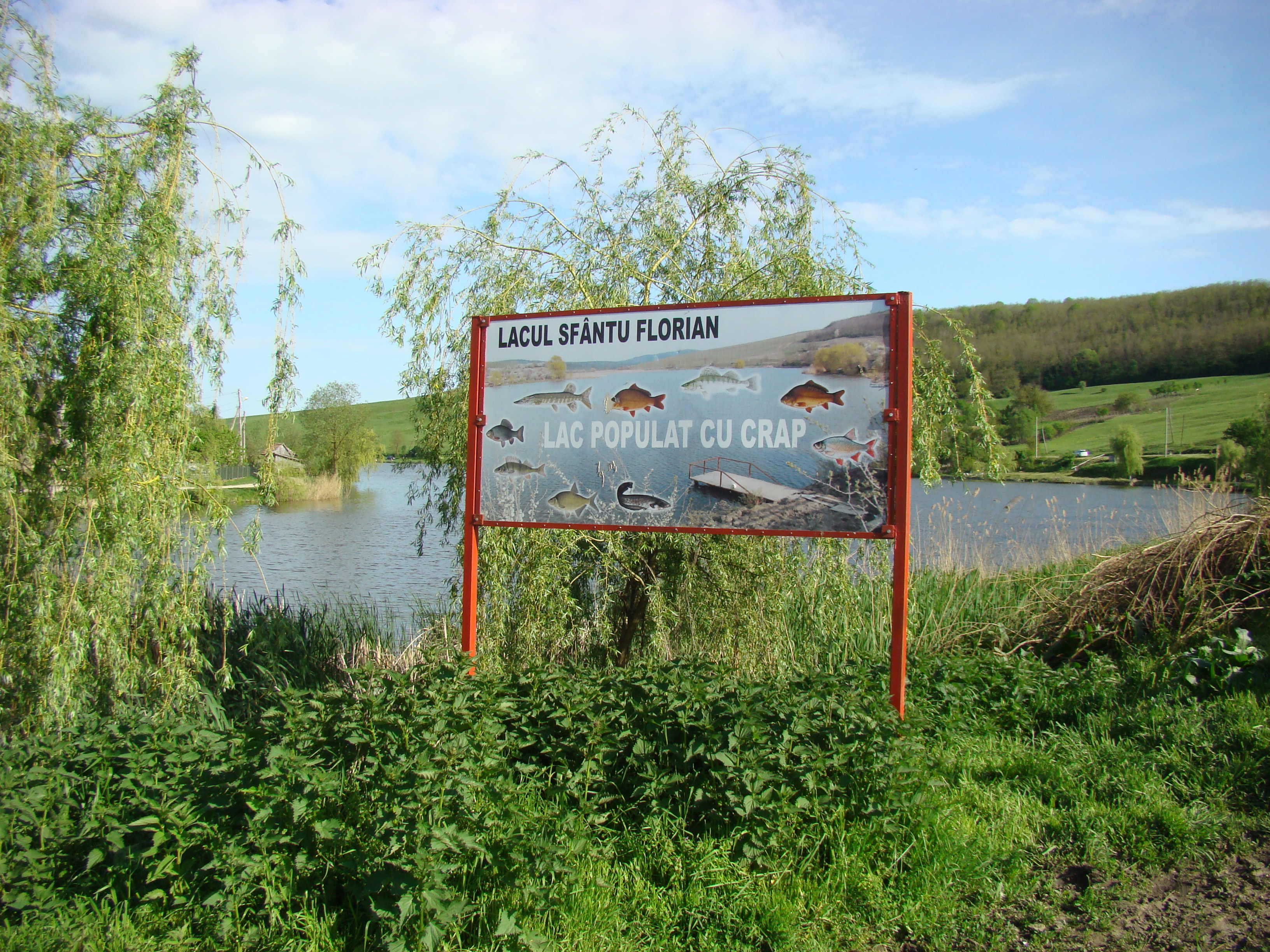
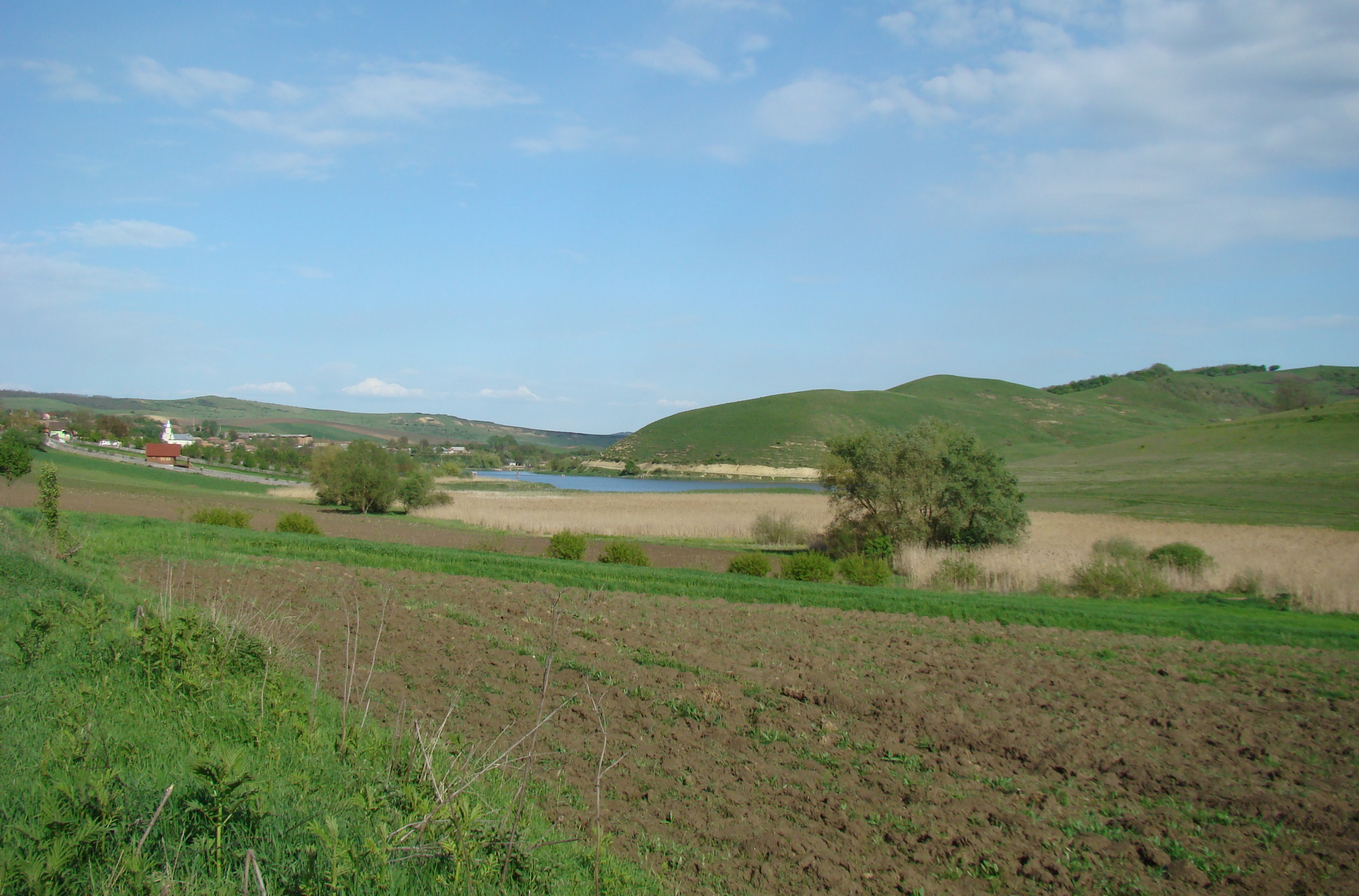
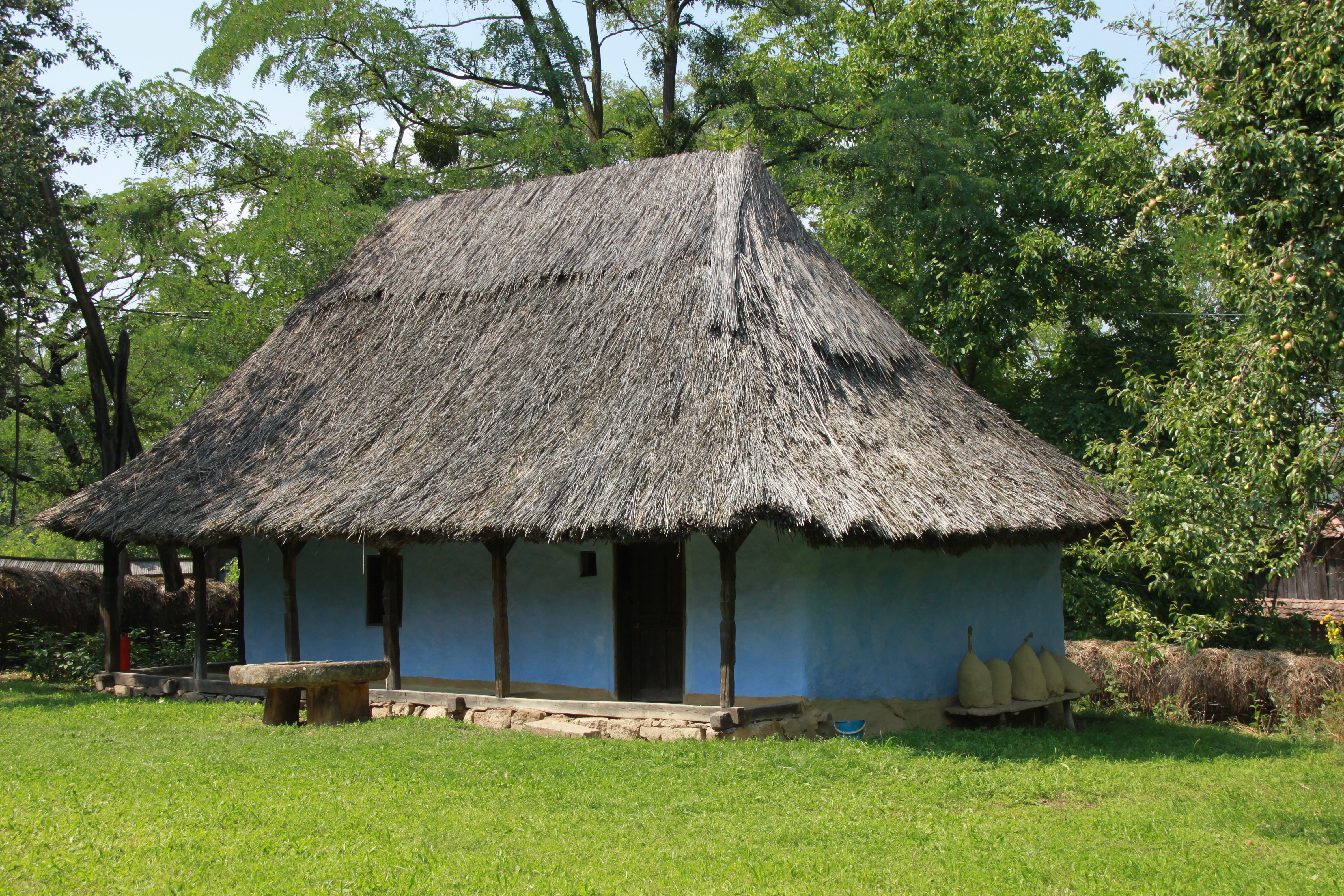
Casă din Geaca
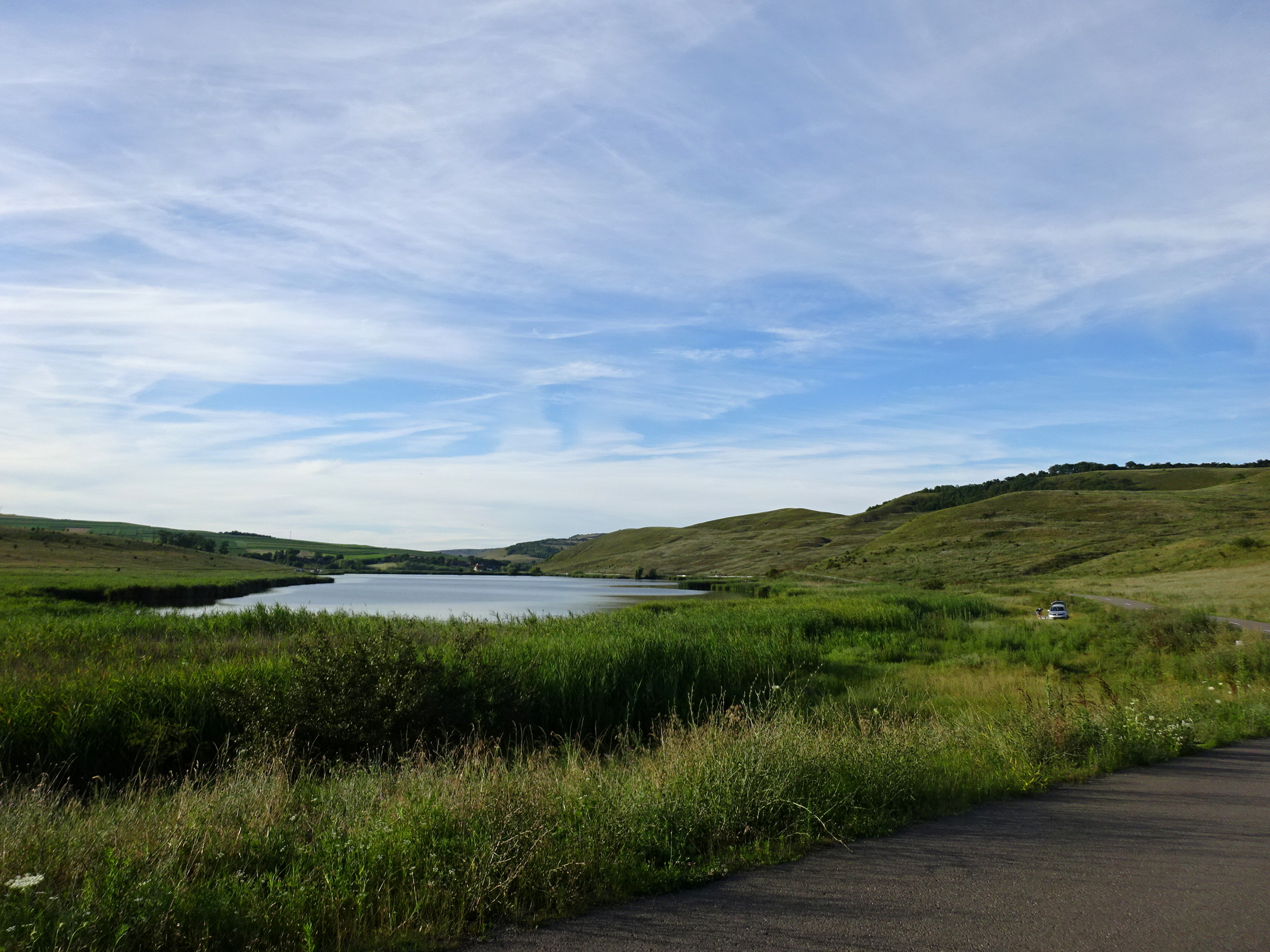